# 精神発達の理論
『精神発達の理論』（せいしんはったつのりろん、ロシア語：История развития высших психических функций）は、ソビエト連邦の発達心理学者レフ・ヴィゴツキーが1930年から1931年にかけて書き記した原稿。正確な題は『高次精神機能の発達史』。

## 概要
ヴィゴツキーの発達理論は、以下の2つの基本命題に基づいている。
第一の命題は、人間に特有な高次の心理過程は、つねに「道具」を媒介とした間接的性格をもつというものである。人間を他の動物から区別する基本的特徴が、社会的・歴史的に形成されてきた道具をもって自然に立ち向かう生産労働にあり、これにより人間と自然との関係が道具を媒介とする間接的なものとなるのと同じように、人間に特有な高次の精神活動（随意的注意、論理的記憶、概念的思考など）はすべて「精神的生産の道具」を媒介として行われる。この「道具」となるのは、記号であり言語である。この道具も、人々の社会的共同活動のなかで歴史的に形成されてきたものである。それが個々人の精神活動の道具となるためには、それを「わがもの」とする学習が必要であるが、この道具の習得にともなって、子どもの精神活動は根本的な変革と発達をとげていく。
第二の命題は、人間の内面的精神過程は外面的な「精神間的」活動から発生するというものである。人間に特有な高次の精神活動は、はじめは人々との共同活動のなかで発生する「精神間的」過程であるが、それが人々との交わりのなかでやがて個々人の「精神内的」過程に転化するというのである。
以上の仮説的命題を実証するためのさまざまな実験的研究や調査が、いわゆるヴィゴツキー学派に属する青年学徒らの手により行われた。
人間は、周囲の人々との言語的コミュニケーションの過程で、社会の文化遺産を習得する。その結果、人間の心理過程の自然的メカニズムは根本的に改造され、本質的に社会的な人間意識が形成される。人間の心理発達は「生物進化の法則によってではなく、社会の歴史的発達法則によって規定された発達である」と説くヴィゴツキーの「文化的―歴史的発達理論」は人間の心理活動に関する真に科学的な研究の発展に巨大な意義をもつものであった。

## 成立過程
前半の理論編の部分は、1960年にいたって、アレクセイ・レオンチェフ、アレクサンドル・ルリヤ、ボリス・チェプロフらにより初めて刊行された。後半の個々の高次精神機能（注意、ことばと思考、意志など）の発達に関する研究は、その段階では未定稿とされていたが、その後に草稿が発見され、マチュウシキンなどの編集により、1983年に『ヴィゴツキー著作集』第3巻のなかに前半と合わせて完全な形で公刊された。
なお、ヴィゴツキーは高次精神機能の研究方法として、発達過程の研究と脳損傷者の高次精神機能の障害の研究の2つの方法を予定していた。

## 構成・内容
第1章「高次精神機能の発達の問題」
第2章「研究の方法」
第3章「高次精神機能の分析」
第4章「高次精神機能の構造」
第5章「高次精神機能の発生」
第6章「話しことばの発達」
第7章「書きことばの発達」
第8章「注意の習得」
第9章「ことばと思考の発達」
第10章「自分自身の行動の制御」
第11章「高次の行動形式の教育」
第12章「文化的年齢の問題」
第13章「総括　研究の今後の道程――子どもの人格と世界観の発達――」

## 心理学の関連項目
- 自我
- 意志
- 意志の自由
- 意識
- 直観像
- 心理（機能）システム
- 心内化
- 精神間機能
- 高次精神機能
- 人格
- 人格形成の過程
- 世界観
- 書きことば
- 書きことばの前史
- 黙読
- レントゲン画の心理学的機能
- 口論
- 行動
- 社会的諸関係の総体
- 質問期
- 学童期
- 活動性の体系
- 障害児の発達
- 連合心理学
- 実験